# 주간조선
《주간조선》(週刊朝鮮)은 1968년 10월 20일에 창간한 한국에서 가장 오래된 주간 시사잡지다. 1994년에 한글 제호로 바뀌었다가 2007년에 제호를 한때 weekly chosun으로 변경하고 크기를 크게 하였으나, 2009년 4월에 다시 제호를 주간조선으로 환원하고 크기를 변형 4·6배판으로 축소하였다. 2010년 1월부터 발행사가 변경되어 조선일보사에서 조선뉴스프레스로 발행사가 변경되었다.
현재 대표이사는 이동한, 편집장은 정장렬이다.

## 같이 보기
- 월간조선
- 조선일보
- 조갑제